# Ischnotoma vittigera
Ischnotoma vittigera är en tvåvingeart som först beskrevs av Philippi 1866.  Ischnotoma vittigera ingår i släktet Ischnotoma och familjen storharkrankar. Inga underarter finns listade i Catalogue of Life.